# Sitišće
Sitišće je naseljeno mjesto u općini Fojnica, Federacija Bosne i Hercegovine, BiH.
Nalazi se oko 4 kilometra istočno od Fojnice.

## Stanovništvo

### 1991.
Nacionalni sastav stanovništva 1991. godine, bio je sljedeći:
ukupno: 62
- Hrvati - 50
- Muslimani - 11
- ostali, neopredijeljeni i nepoznato - 1

### 2013.
Nacionalni sastav stanovništva 2013. godine, bio je sljedeći:
ukupno: 57
- Hrvati - 45
- Bošnjaci - 12

## Vanjske poveznice
- Satelitska snimka  Arhivirana inačica izvorne stranice od 7. ožujka 2021. (Wayback Machine)